# Jean-Baptiste Jacquenet
Jean-Baptiste Marie Simon Jacquenet, né le 3 avril 1816 (Bonnevaux, Doubs), décédé le 1er mars 1892 (Amiens), est un prélat français, évêque d'Amiens, protonotaire apostolique, assistant au trône pontifical et comte romain[réf. nécessaire].

## Biographie
Jean-Baptiste Jacquenet est issu d'une famille d'agriculteurs.[réf. nécessaire]

### Collaborateur de l'archevêque de Reims
Après son ordination, il devient professeur au grand séminaire de Besançon. Ses connaissances théologiques s'appuyant sur les doctrines romaines, le font remarquer par Thomas Gousset, vicaire général du diocèse de Besançon. 
Nommé archevêque de Reims, le cardinal Gousset fait de Jean-Baptiste Jacquenet son collaborateur pour l'administration du diocèse et dans ses travaux théologiques. Il accompagne, en 1862, le cardinal Gousset à Rome et y devient protonotaire apostolique. En 1865, il devient curé de la paroisse Saint-Jacques de Reims. Il est alors[Quand ?]également professeur au grand séminaire de Reims.
En 1867 sur recommandation du cardinal Gousset, Jacquenet se rend de nouveau à Rome pour prendre part aux travaux préparatoires du concile de Vatican I. 

### Evêque de Gap et d'Amiens
En 1881, le gouvernement[Lequel ?] le présente au Saint-Siège pour l'évêché de Gap, où il ne fait que passer.
Le 10 novembre 1884, il est nommé à l'évêché d'Amiens[source insuffisante].
Le 25 juillet 1888, il consacre Firmin-Léon-Joseph Renouard, nouvel évêque de Limoges. 

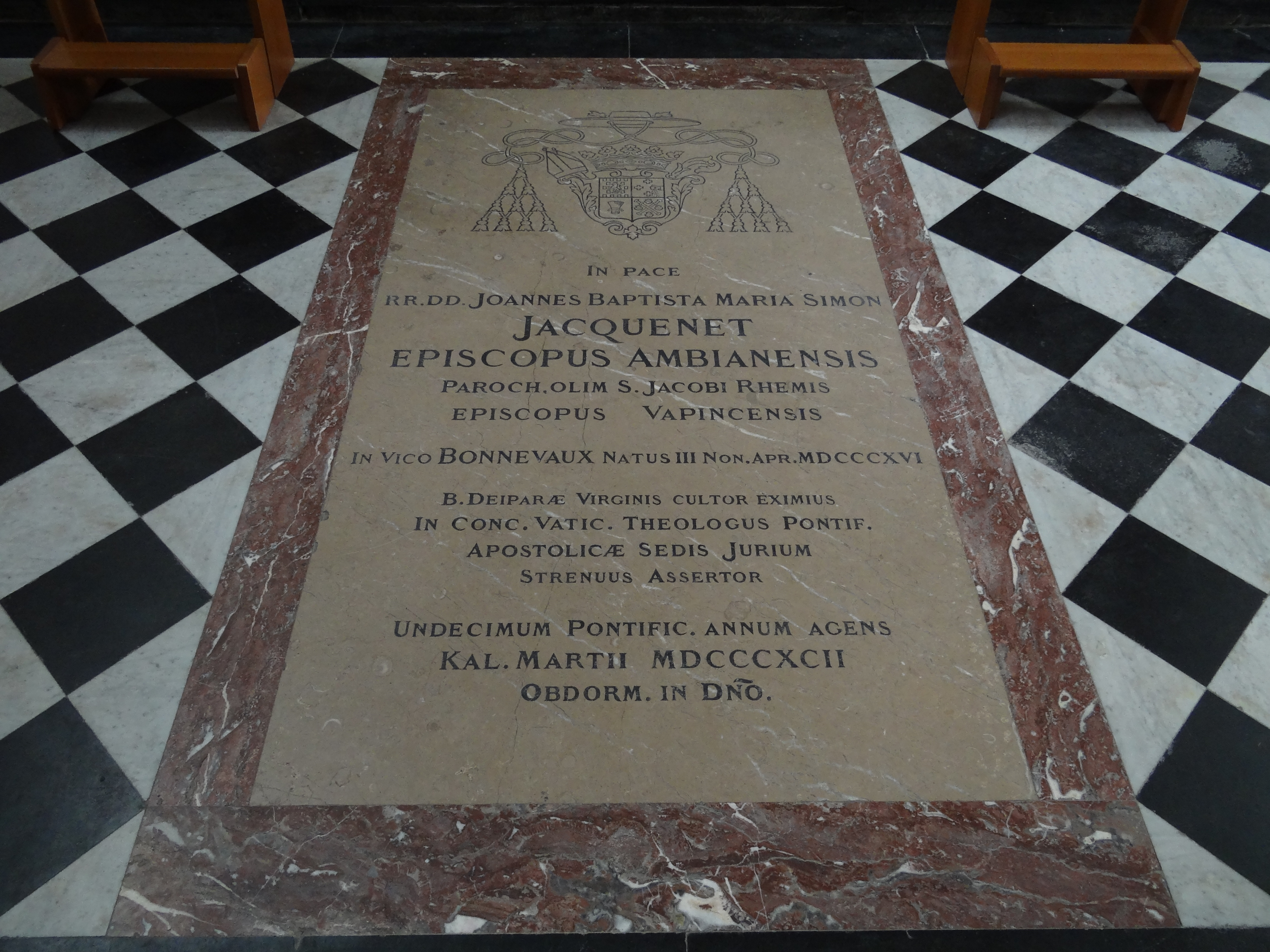
La tombe de Jean-Baptiste Jacquenet dans la chapelle Notre-Dame-de-Pitié de la cathédrale d'Amiens (Somme).

Il meurt le 1er mars 1892 et est inhumé dans la cathédrale Notre-Dame d'Amiens, devant l'autel de la chapelle Notre-Dame de Pitié, où sa pierre tombale est toujours visible.

## Armes
Écartelé : au 1 d'azur semé de billettes d'or au lion du même armé et lampassé de gueules, qui est de Franche-Comté; au 2 au dextrochère au naturel semant, accompagné de 3 croisettes d'azur en contournement; au 3 de gueules à la gerbe d'or liée d'argent; au 4 d'azur à deux bourdons d'or en sautoir, cantonnés de 4 coquilles de gueules, qui est de l'église Saint-Jacques de Reims.